# George Pruitt
George Pruitt (Chicago, 18 giugno 1936 – Chicago, 16 dicembre 2007) è stato un cestista e allenatore di pallacanestro statunitense, professionista nella ABL.

## Carriera
Ha disputato due stagioni nella ABL con i Kansas City Steers.

## Palmarès
- Campione ABL (1963)